# Acianthera adamantinensis
Acianthera adamantinensis is een soort orchidee die voorkomt in Brazilië.